# 婁希

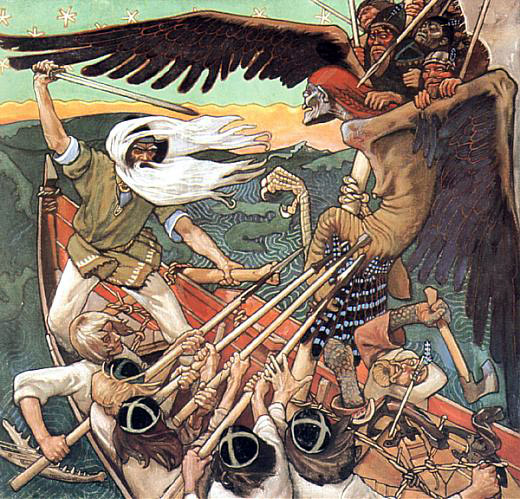
《保护三宝磨》，阿克塞利·加伦-卡勒拉创作, 显示了娄希象一只长翅膀的动物一样在飞。

娄希（芬蘭語：Louhi）是芬兰-乌戈尔语神话中波赫约拉北部领土的女王。她被描述是一位法力强大的巫婆，具有变幻和编织魔网的能力。

## 神话传说
她也是万奈摩宁的死敌及《卡勒瓦拉》史诗中为抢夺魔法神器三宝磨而不断战斗的女魔头。她有许多漂亮的女儿。她承诺，若有人完成她交待的事情，她就将女儿嫁给他。伊尔玛利宁、尤卡海宁以及各种传说中想要取胜她的英雄都纷纷尝试，但这些事情几乎都不可能完成，即使完成了，她也会将他杀死。
娄希能够变身为一个巨大的车轮，将太阳和月亮锁在一个山洞里。
万奈摩宁、勒明盖宁和伊尔玛利宁想要盗取娄希的三宝磨，娄希就变成了一个巨大的车轮来保护三宝磨，但这样做最终还是毁掉了它。

## 通俗文化
- 娄希是芬兰—苏联电影《三宝磨（英语：Sampo (film)）》中主要反面角色。[3]
- 芬兰作曲家卡勒维·阿霍（英语：Kalevi Aho）创作了名叫《娄希》的管弦乐作品。
- 娄希也是神奇漫画版《野蛮人柯南》中一个反派人物（在霍华德的故事中，以前一直没有出现过此类敌人）[4]；《最终幻想：光之四战士》中有一个头目角色—北方女巫娄希；《最终幻想XI》中有一个物品叫“娄希的面具”[5]。
- 娄希是迈克尔·斯科特·罗翰（英语：Michael Scott Rohan）幻想三部曲《冬季世界》中的主要敌手。
- 娄希也是加里·吉盖克斯创作的《龙与地下城》游戏—灰鹰世界战役中女巫“伊格维尔伏”（Iggwilv）的名字之一。在他的《死亡之海》一书中，曾提到伊格维尔伏，在平行地球上被称作“娄希”。[6]